# ルイ＝アレクサンドル・ド・ローネー
アントレーグ伯爵ルイ=アレクサンドル・ド・ローネー (仏:Emmanuel Henri Louis Alexandre de Launay, comte d'Antraigues、1753年12月25日 - 1812年7月22日)はフランスのパンフレット作者、外交官、スパイ。フランス革命からナポレオン戦争期にかけて政治的冒険家として活動した。

## 生涯

### 青年期とフランス革命
出生地についてはモンペリエ、ヴィルヌーヴ・ド・ベルグ、あるいはアントレーグ＝シュル＝ヴォラーヌ など諸説があるものの、ヴィヴァレ地方の貴族の家に生まれたアントレーグ伯爵ルイ=アレクサンドル・ド・ローネーは14歳で軍隊に入隊し、最初はヴェルサイユ宮殿の王の護衛隊の少尉、その後、叔父のギニャール・ド・サン＝プリースト伯爵の庇護を受けて王立ピエモンテ騎兵連隊の大尉となった。アントレーグは1770年にジャン＝ジャック・ルソーに面会し、その関係はルソーが亡くなるまで続いた。また1776年にはフェルネーにヴォルテールを訪ねて数ヶ月滞在している。啓蒙時代の偉人たちに接するにつれて軍人としてのキャリアに興味を失っていった彼は、これらの師の理念に影響されて1778年にみずから軍職を辞した。その後まもなくサン=プリースト伯爵が駐オスマン帝国大使に任命されると、アントレーグはこれに同行してコンスタンティノープルに赴いた。同年、彼はエジプトへの小旅行に参加し、翌1779年にはフランスへの帰国の途中ワルシャワ、クラクフ、ウィーンを訪れている。
パリに戻ったアントレーグ伯爵は哲学者や芸術家たちと頻繁に交流し、ニコラ・シャンフォールやオノーレ・ミラボー、ラ・アルプなど、将来の革命家たちと親交を深めた。アントレーグは人を魅惑する方法をすでに知っており、それが後に彼の強みとなった。「彼の快活な顔、上品なマナー、教養と独創的な心が彼を大きな成功に導いた。彼はまた作家や芸術家を支援し 、オペラ座のプリマドンナで王妃マリー・アントワネットのお気に入りのオペラ歌手の一人だったサン＝ユベルティ夫人の愛人でもあった。
常に世紀の哲学的思想に触れ、革命直前の人々の心をつかんだ熱情を共有していた彼は、1788年に『全国三部会についての覚え書。その権利と招集の方法について』という作品を発表した。彼は第三身分を「国家」と捉えた一人であり、「第三身分は人民であり、人民は国家の基礎であり、実際に国家そのものである......国家のすべての権力は人民にあり、すべての国家は人民のために存在する。世襲貴族は、神の怒りが人類に与えた最大の災いである」と主張した。

アントレーグ伯爵は革命の熱烈な支持者であったが、1789年にヴィルヌーヴ＝ド＝ベルグのバイイ管区から、貴族身分の代表として全国三部会の議員に選ばれた。彼は国民議会の創設には反対していたが球戯場の誓いに参加し、憲法制定国民議会にも出席した。彼はまず、貴族たちに税制面での特権を放棄するよう促し、「人間と市民の権利の宣言」に賛成した。しかし、1789年10月5日、パリからやって来た敵対的な群衆がヴェルサイユ宮殿に行進した後、彼は革命の理念を放棄した。数年前に彼が誘惑しようとしたとされる王妃マリー・アントワネットが命を狙われているのを見て愕然としたアントレーグは、一転してブルボン王家を擁護した。そして同じく反革命派の貴族であるブーティエール・シャヴィニー侯爵やド・カザレスと協力して貴族の特権を主張し、ネッケル財務長官の借入計画に反対した。彼はファヴラ侯爵と共に、民衆によって監禁されていた王室をチュイルリー宮殿から脱出させる計画を立てた。ファヴラ侯爵はその年の12月に逮捕され、アントレーグ伯爵も糾弾された。1790年2月にファヴラ侯爵が処刑されるとアントレーグ伯爵はフランスを脱出し、亡命貴族(エミグレ)となった。

### 外交官、陰謀家、スパイ
まずスイスのローザンヌに逃れたアントレーグ伯爵はすぐに愛人のサン＝ユベルティ夫人と合流した。二人は密かに結婚してイタリアに渡り、サン＝ユベルティ夫人はそこで息子を出産した。アントレーグはヴェネツィア共和国でスペイン大使館の随員に任命され、スペインとの和平が成立すると、ロシア帝国の公使館の随員に任命された。1790年にはパリの王党派通信連絡組織を設立し、1793年にはプロヴァンス伯爵（後の国王ルイ18世）に仕えるスパイとなった。王位継承者となったプロヴァンス伯爵は、亡命宮廷を当時ヴェネツィア領であったヴェローナに移すと、アントレーグ伯爵を警察大臣に任命した。フランスからの圧力によって1796年にヴェネツィア政府はプロヴァンス伯爵を追放したが、それでもアントレーグ伯爵はヴェネツィアを離れなかった。
しかし、1797年にフランスがイタリアに侵攻するとアントレーグ伯爵は逃亡せざるを得なくなり、ロシアの外交官としての自信（彼はロシアに帰化していた）から、ロシア大使一行を引き連れて逃げた。しかし彼は家族とともにトリエステでフランス軍に逮捕され、ミラノに連行された。そこでアントレーグ伯爵はナポレオン・ボナパルトに尋問された。アントレーグが所持していた書類を押収して調べたナポレオンは、彼が反革命派のスパイとされるモンガイヤール伯爵と将来の計画のための資金調達について話し合っていたことを発見した。モンガイヤール伯爵は、フランス共和国を裏切るように仕向けたジャン＝シャルル・ピシュグリュ将軍との交渉の詳細を記したノートを押収されていたのだった。この発見によってアントレーグ伯爵は軟禁されることになったが、それでも彼は家族を連れてオーストリアにたどり着くことができた。
その直後、後のルイ18世であるプロヴァンス伯爵はアントレーグ伯爵が自由と引き換えにピシュグリュとの取引やその他の王党派の秘密を自発的に暴露したのではないかと疑って、アントレーグによる奉仕を破棄した。アントレーグの逃亡は、ナポレオンの妻でサン＝ユベルティ夫人の熱烈なファンであったジョゼフィーヌ・ド・ボーアルネの介入による可能性が高いと思われる。このエピソードの後、アントレーグは王位継承者であるプロヴァンス伯に敵対する勢力に加わった。1798年に彼はルイ16世の裁判において弁護人を務めたマルゼルブから、王が処刑される直前に書いた書類を託されたと宣言している。それらの書類によると、ルイ16世は弟が個人的な野心から王党派を裏切ったことを明らかにし、そのため弟にフランスの王位を継がせてはならないとしていた。
それからの5年間、アントレーグ伯爵の一家はロシア皇帝パーヴェル1世の許可を得てグラーツとウィーンに住み、複数の君主から報酬や補助金を受け取った。ウィーンではド・リーニュ公爵や、神聖ローマ帝国に駐在するスウェーデンの大使グスタフ・マウリッツ・アルムフェルト男爵と親交を深めた。
1802年、アントレーグ伯爵はロシア皇帝アレクサンドル1世の命を受け、ザクセン王国の首都ドレスデンにロシアの随員として派遣された。1806年にはナポレオンと第一帝政に向けて「ポリュビオスの断片」と題した暴力的なパンフレットを出版している。当時、抵抗する君主がほとんどいなかったナポレオンは、アントレーグ伯爵をザクセンから追放することを強硬に要求した。ドレスデンの宮廷がこれを受け入れたためアントレーグ伯爵はまずロシアに行き、そこでティルジットの和約の秘密条項を知った。その後、伯爵はロンドンに出て、外務大臣のジョージ・カニングや、ジョージ3世の息子の一人であるケント＝ストラサーン公爵エドワード・オーガスタスと親交を深めた。滞在中にイギリス政府から多額の年金を受け取っていたことから、ティルジットの和約の秘密条項をイギリスの内閣に伝えたのはアントレーグ伯爵だと主張する人もいるが、伝記作家のレオンス・パンゴーはこれらの主張に異議を唱えている。イギリスでは同じくフランスからの亡命者であるシャルル・フランソワ・デュムーリエらと頻繁に交流したが、オルレアン公爵（後のフランス国王ルイ・フィリップ）が宮廷を開いていたハートウェルからは距離を置いていた。

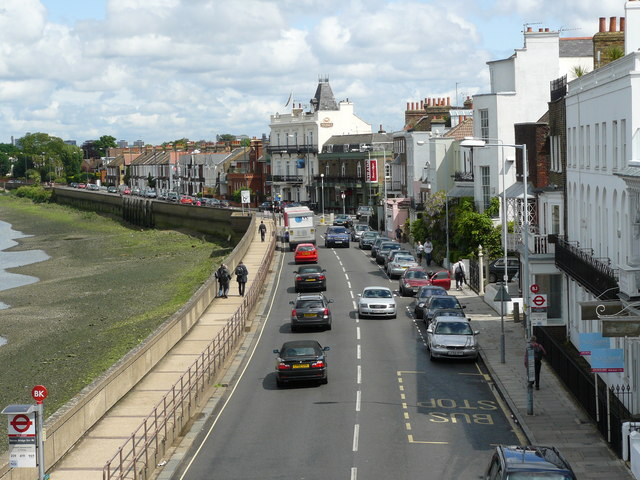
ロンドン近郊、バーンズのテラス・ロード。その27番がアントレーグ伯爵夫妻が殺された家

1812年にアントレーグ伯爵夫妻は、ロンドンの南西郊に位置するバーンズにあるカントリー・ハウスで、デュムーリエから譲り受けたロレンツォというイタリア人の召使に殺害された。主人をスティレットで刺殺した後、ロレンツォはピストルで撃たれて死んでいるところを家の中で発見された。彼が撃たれたのか、または自殺したのかは現在では不明である。また、この殺人が個人的な理由で行われたのか、政治的な理由によるものかも明らかにされていない
。動機として、単にサン＝ユベルティ夫人がこの使用人を酷使していたためという説や、ナポレオンや後のルイ18世など、多くの人々がアントレーグの死を望んでいたため、彼は邪悪な政治的陰謀の犠牲になったという説もある。アントレーグが保持していた可能性のある政治的秘密の重要性は、この説にいくらかの信憑性を与えている。

## 著作
- 全国三部会についての覚え書。その権利と招集する方法について(1788); (http://www.labouquinerie.com/antraigues%20memoire%20sur%20les%20etats%20genearux%201789.html [archive])
- モンガイヤール伯爵との対話。
- 我々の基本法に従った、フランス憲法の古くからの唯一のルールの声明 (1792); [1] [archive].
- ラングドック県の州の構成についての覚書。
- ルイ＝スタニスラス・クサヴィエの摂政行為について（1793年）。
- 石炭化した王子たちの行動についての観察（1795年）；[2][archive
- 長い亡命生活の間（1790年～1812年）、ダントレーグは、フランス革命やナポレオンに対抗するために数多くのパンフレット（『怪物があちこちで暴れている』, 『宿泊地点』, 『ポリュビオスの断片』など）を出版した。

## 史料と書誌
- Edmond de >Goncourt, La Saint Huberty, d'après sa correspondance et ses

papiers de famille, Paris, Dentu, 1882.
- (en) « Louis-Alexandre de Launay », dans Encyclopædia Britannica, 1911 [détail de l’édition] [de Launay  (en) Lire en ligne sur Wikisource [archive]

, qui cite comme références : 
- Léonce Pingaud, Un Agent secret sous la révolution et l'empire, le comte d'Antraigues, Paris, 1893.
- H. Vaschalde, Notice bibliographique sur Louis Alexandre de Launay, comte d'Antraigues, sa vie et ses œuvres.
- Jacqueline Chaumié, Le réseau d'Antraigues et la contre-révolution, 1791-1793; Paris, Plon, 1965.
- Jacques Godechot, Le comte d'Antraigues : un espion dans l'Europe des émigrés, Paris, Fayard, 1986, présentation en ligne [archive].
- (en) Colin Duckworth, The D'Antraigues Phenomenon, Londres, 1986.
- Généalogie de Louis-Alexandre de Launay sur gw.geneanet.org : https://gw.geneanet.org/garric?lang=<fr&n=de+launay+d+antraigues&oc=0&p=louis+emmanuel+henri+alexandre [archive].
- Histoire de la famille >de Launay d'Atraigues sur fr.calamelo.com : https://fr.calameo.com/books/0003575<502c725a865fe9 [archive].
- Portrait de Mme de Sain>t-Huberti sur https://bibliotheque-numerique.inha.<fr/collection/item/52427-mme-saint-huberti-de-l-academie-royale-de-musique?offset=3 [archive].